# アイリッシュ・ミスト
アイリッシュ・ミスト（英: Irish Mist ）とは、1948年にアイルランドのタラモアのウィスキー蒸留業者ウイリアムズ家によって開発されたとされる、リキュールの1種である。ウイリアムズ家は、当時タラモア・デュー（「タラモアの滴り」という意味）という銘柄のウィスキーを販売していた。アイリッシュ・ミストは、そのウィスキー販売会社の子会社によって生産が開始されたが、アイリッシュ・ミストが好評だったため、1954年にリキュール製造に専念した。アイリッシュ・ウイスキーに10種類以上のハーブの抽出エキスと蜂蜜を加えることにより製造される。アルコール度数は35度、エキス分は21 %である。
2017年、ヘブンヒル社がカンパリグループより同ブランドを買収した。

## 起源
アイリッシュ・ミストは、中世の時代にアイルランドに住んでいたゲール族が飲用していたと言われている、「ヘザー・ワイン」を参考に開発された、とされている。これは、ヒースの花で香り付けされた混成酒であったといわれており、また、アイリッシュ・ミストにおいてもヒースの花は使用されている。
現代のアイリッシュ・ミストは、アイリッシュ・ウイスキーをベースに、前述のヒースの花やクローバーの花から集めた蜂蜜、オレンジの果皮、10種類以上のハーブエキスをブレンドしたものに、水とシロップを加え、3ヶ月以上熟成させたものが製品となっている。

## アイリッシュ・ミストを使ったカクテル
ミスティ
1954年に発表、ヒットしたジャズの曲である「ミスティ」にちなんで作成されたカクテルのひとつ。同様の名をもつカクテルは他にも存在するが、文献などで紹介されることの多い「ミスティ」。
ドライ・ジン、ドライ・ベルモット、アイリッシュ・ミストそれぞれ20mlをステアすることにより作られる。
ミスティ・ネイル
ラスティ・ネイルのバリエーションとも呼べるカクテル。ラスティ・ネイルはスコッチ・ウイスキーとドランブイとで作られるが、ミスティ・ネイルはアイリッシュ・ウイスキーとアイリッシュ・ミストとで作られる。
アイリッシュ・ウイスキー40ml、アイリッシュ・ミスト20mlをステアすることにより作られる。